# 王玉 (明朝宦官)
王玉（1473年—1538年）， 河南开封府人，正德时期的御马监太监。

## 生平
王玉出生于成化九年（1473年）。弘治六年（1493年），被选入宫中，在御用监学艺。弘治十一年（1498年），担任长随。弘治十六年（1503年），派往侍候太子朱厚照，由于处事小心缜密，得以担任奉御、侍候乾清宫。7月，升任针工局右副使。11月，调御马监升左监丞。正德元年（1506年），负责御马监佥书事务。正德二年（1507年），负责针工局事务。正德三年（1508年），王玉升任御马监右少监；正德五年（1510年），升御马监左少监；正德八年（1513年），升御马监太监，获赐蟒衣。正德十六年（1521年），明武宗去世，诏命王玉统兵德胜门防御，又兼任清宁宫答应。6月，获赐蟒衣，仍旧在御马监佥书管事。嘉靖元年（1522年），出任神宫监太监，佥押管事，赐蟒衣。嘉靖十七年（1538年），病逝。

## 亲属
- 王兴（祖父）
- 刘氏（祖母）
- 王顺（父）
- 李氏（母）